# Rancho Nuevo, Tamasopo
Rancho Nuevo är en ort i Mexiko.   Den ligger i kommunen Tamasopo och delstaten San Luis Potosí, i den centrala delen av landet, 270 km norr om huvudstaden Mexico City. Rancho Nuevo ligger 563 meter över havet och antalet invånare är 356.
Terrängen runt Rancho Nuevo är kuperad. Runt Rancho Nuevo är det ganska glesbefolkat, med 28 invånare per kvadratkilometer. Närmaste större samhälle är Tamasopo, 9,3 km väster om Rancho Nuevo. I omgivningarna runt Rancho Nuevo växer huvudsakligen savannskog.